# ويليام ليون ماكنزي
ويليام ليون ماكنزي هو صحفي كندي، ولد في 12 مارس 1795 في دندي في المملكة المتحدة، وتوفي في 28 أغسطس 1861 في تورونتو في كندا.

## وصلات خارجية
- ويليام ليون ماكنزي على موقع الموسوعة البريطانية (الإنجليزية)